# Hans Christian Lyngbye
Hans Christian Lyngbye (Blenstrup, 29 de junio de 1782 - Søborg, 18 de mayo de 1837) fue un párroco luterano, botánico y algólogo danés.

## Biografía
Era hijo del profesor Jens Michelsen Lyngbye. Asistió a la escuela de latín en Aalborg, hasta 1802 cuando tuvo como su tutor a un sacerdote, en la isla de Vendsyssel. Estudió botánica y teología y se graduó en 1812 Luego trabajó con el botánico Niels Hofman Bang (1776-1855), despertándole interés en las algas. Ganó un concurso establecido por la Universidad de Copenhague y, como resultado, Hornemann pagó por la impresión de su trabajo sobre las algas, Tentamen Hydrophytologiæ Danica, que fue publicado en 1819 contenía descripciones minuciosas de 321 especies de algas marinas con ilustraciones de 70, incluyendo 7 nuevos géneros y 50 especies nuevas y creó conciencia de la flora de algas de Dinamarca, Noruega, las islas Feroe y Groenlandia.
En 1817, visitó las islas Feroe, y escribió un tratado sobre ballenas piloto y la caza de ballenas. También estaba fascinado por las viejas fábulas de las islas Feroe, y de sus baladas, haciendo una colección de ellos, yendo tan lejos como para aprender el antiguo idioma de las Feroe con el fin de ser capaz de escribirlas. Una de ellas, fue Loka Táttur, una descripción poco común de dioses nórdicos, en el folclore.
Desde 1819, trabajó como sacerdote, primero en Gjesing y Nørager y más tarde en la costa en Søborg y Gilleleje. Allí pudo proseguir sus estudios de algas.
En 1836, escribió una disertación doctoral, aprovechando que para el 300º aniversario de la Univ. de Copenhague no necesitaba estar presente, enviándola, pero permaneció olvidado en el bolsillo de la capa del mensajero de transporte a la Universidad de Copenhague, y se pasó la fecha límite. Murió al año siguiente. La parte botánica de la tesis fue publicada recién en 1879.

## Algunas publicaciones
- 1819 - Hydrophytologia Danica, sobre las algas danesas, noruegas y de las Islas Feroe con 70 paneles.

- 1822 - Færøiske Qvæder om Sigurd Fofnersbane og hans Æt : med et Anhang / samlede og oversatte af Hans Christian Lyngbye ; med en Indledning af P.E. Müller. - Randers: 1822. [2 vols.] xxiii, 592 pp. (sin cambios, Nachdruck, Tórshavn 1980).

## Honores
- 1818: medalla de plata de la Sociedad Científica de Dinamarca.

### Eponimia
Género de alga
- (Cyanobacteria) Lyngbya Agardh ex Gomont, 1892[3]

Especies de fanerógama
- (Cyperaceae) Carex lyngbyei Hornem.[4]
- La abreviatura «Lyngb.» se emplea para indicar a Hans Christian Lyngbye como autoridad en la descripción y clasificación científica de los vegetales.[5]